# Zigzag d'Einstein
Un zigzag d'Einstein est une configuration particulière de lentilles gravitationnelles, prédite par la relativité générale d'Albert Einstein et détectée pour la première fois, en 2024, grâce à des courbes de lumières identiques capturées par le Télescope nordique optique, et au télescope spatial James Webb.
Un zigzag d'Einstein requiert l'alignement, par rapport à l'observateur, d'une source de fond (quasar en arrière-plan) et de deux lentilles gravitationnelles (galaxies) distantes l'une de l'autre (galaxie de second plan et galaxie de premier plan). Le chemin optique d'une image multiple de la source passe par la première lentille sur un côté avant d'être déviée par la seconde lentille de l'autre côté. Le chemin optique crée ainsi, pour l'observateur, un motif en zigzag entre les deux lentilles.
Le premier zigzag d'Einstein à avoir été détecté est associé au quasar J1721+8842. Celui-ci est localisé à proximité du pôle Nord céleste et a été découvert en 2018.